# جورج گوردون، چهارمین ارل هانتلی
جورج گوردون، چهارمین ارل هانتلی (انگلیسی: George Gordon, 4th Earl of Huntly؛ 1514 – ۲۸ اکتبر ۱۵۶۲) قاضی، نظامی و سیاستمدار اهل اسکاتلند بود.